# 李賓 (明朝)
李賓（1416年—1485年），字廷用，號敬菴，北直隸順天府順義縣人，明朝政治人物。

## 生平
正統三年（1438年）戊午科順天鄉試第四十一名舉人，十年（1445年）中式乙丑科會試第一百九名，二甲第二十四名進士。授監察御史，景泰元年（1450年）升太僕寺卿，四年（1453年）升都察院右副都御史、提督永平山海等處軍務，天順元年（1457年）明英宗復辟後改大理寺卿，五年（1461年）七月曹吉祥作亂，其嗣子曹欽焚長安左門，衆官驚散，李賓獨率家人奮擊，進左都御史，八年（1464年）調南京兵部尚書，成化十三年（1477年）致仕，二十一年（1485年）五月十六日卒，享年七十歲，贈太子太保，諡襄敏。

## 家族
曾祖李福受；祖父李仁敬；父李容，海寧縣知縣。